# Alexander Rosenblatt
Alexander Rosenblatt (russisch Александр Розенблат; * 31. Juli 1956 in Moskau) ist ein russischer Komponist. 

## Leben
Alexander Rosenblatt stammt aus einer Moskauer Musikerfamilie. Er studierte zwischen 1975 und 1982 am Moskauer Konservatorium Klavier beim Gilels-Schüler Pavel Messner  und Komposition bei Karen Chatschaturjan. Bereits als Student beschäftigte er sich mit dem Jazz und schrieb seine musikwissenschaftliche Examensarbeit über den amerikanischen Klavierjazz (bei Jiovanni Mikchailov). Von 1983 bis 1990 unterrichtete er an der Gnessin-Musikakademie in Moskau, anschließend wirkte er als freischaffender Pianist und Komponist in Moskau. Rosenblatt konzertierte solistisch und auch im Klavierduo mit Oleg Sinkin oder Nikolai Tokarew und spielte auch Jazz. 
Rosenblatt hat mehrere Kompositionen für Soloinstrumente und Sinfonieorchester (Geige, Horn, Klavier, Oboe, Cello) veröffentlicht, ein Sextett für Bläser und Klavier, eine Kantate für gemischten Chor und Bläserquintett. Weiterhin zahlreiche Klavierwerke, darunter drei Klaviersonaten, die Ballettmusik Alice im Wunderland für Sinfonieorchester, verschiedene Variationen über Themen von Chopin, Paganini, Bizet für Klavier, Lieder und Chorkompositionen, sowie Jaroslav Mudrij (Jaroslaw der Weise) für Sinfonieorchester, gemischten Chor, Knabenchor und Solisten. Seine Kompositionen bewegen sich stilistisch zwischen E- und U-Musik und berühren auch den Crossover zum Jazz.
Im Jahr 2011 hat Rosenblatt einen Vertrag mit dem Verlag Schott Music abgeschlossen, der seine Musik weltweit vertreibt.
Der Pianist Nikolai Tokarew, dem Rosenblatt verschiedene Stücke gewidmet hat, sorgt für die Aufführung und Verbreitung seines Œuvres bei seinen Tourneen in Westeuropa.

## Werke

### Klavier solo
- Variationen über ein Thema von Paganini (1988)
- Drei Klaviersonaten (1987, 1988, 1994)
- Etude in blue (1988)
- Chopin Variations, 14 Variations and Finale on Chopin’s Prelude in C minor (1989)
- Tango (1993)
- Christmas Fantasy (2004)
- Preludio e fuga latina (2007)
- If Scarlatti could swing, 2 Sonatas for Piano (2007)
- Preludio e Fuga latino (2007)
- Swan Lake, Suite-Fantasy from Tschaikowsky`s Suite op. 20 (2008)
- Liszt Fantasy (2011)
- Bumble-Bee-Bop, Concert Piece after N. Rimski-Korsakov (2012)
- Wagneriana, Konzertfantasie für Klavier (2013)
- Swing is a good Thing. Jazz Sonatina for Piano (2014)
- Etude in blue

### Klavierduo
- Alice in Wonderland, 2 Humoristic Pieces for Piano Duet (1994)
- Carmen Fantasy für 2 Klaviere (1994)
- Concertino über zwei russische Themen für Klavier vierhändig (1996)
- Tango für 2 Klaviere (1997)
- Rimski-Korsakov-Fantasy für 2 Klaviere (2003)
- Ave Maria für Klavier vierhändig (2004)
- Fantasy on Japanese Themes for 2 Pianos 8 hands

### Kammermusik
- Jazz Sonata für Cello und Klavier
- Blues for Cello and Piano
- Waltz Elegy for Violoncello and Piano
- Swinging Fugue for Violin solo
- Tango for Violin and Piano (2015)
- Tango for Clarinet and Piano
- Tango for Violin, Violoncello and Piano
- Carmen Fantasy für Klarinette (Violine) und Klavier (1993)
- Ave Maria for Voice and Piano

### Orchestermusik
- Alice in Wonderland, Ballettmusik für großes Orchester (1992)